# Conus cedonulli
Conus cedonulli (lateinisch cedo nulli „ich weiche keinem“) ist eine Schnecke aus der Familie der Kegelschnecken (Gattung Conus), die im westlichen Atlantischen Ozean und Karibischen Meer verbreitet ist. Sie ernährt sich vorzugsweise von Feuerborstenwürmern.

## Merkmale
Conus cedonulli trägt ein kegelförmiges Schneckenhaus, das bei ausgewachsenen Schnecken 5 bis 8 cm Länge erreicht. Der Körperumgang ist kegelförmig bis ausgeblasen kegelförmig, der Umriss gerade bis leicht konvex. Die Schulter ist glatt und gerundet. Das Gewinde hat eine mäßige Höhe mit einem konkaven Umriss. Der bis zu 0,85 mm messende Protoconch besteht aus etwa zwei Umgängen. Die konkaven Nahtrampen des Teleoconchs sind meist knotig; bei manchen Individuen gibt es einige wenige Streifen oder Faden. Der Körperumgang hat etwa 15 bis 20 mehr oder weniger körnige Spiralrippen, die sich von der Basis bis zur Mitte und gelegentlich darüber hinweg erstrecken, doch ist der Großteil der Oberfläche glatt.
Die Grundfarbe des Gehäuses ist orange, braun oder schwarz mit weißen Markierungen oder weiß mit orangefarbenen, braunen oder schwarzen Markierungen, welche die Form großer, unregelmäßiger Flecken, unregelmäßiger spiraliger Streifen oder kleiner Flecken haben können. Die Oberfläche des Körperumganges ist auch mit spiraligen Reihen kleiner brauner Punkte auf weißen Flächen und weißer, oft durch dunklere braune Linien umrissener und verbundener Punkte auf dunkleren Flächen überzogen, wobei Tiere von den südlichen Grenadinen meist keine solchen Umrisse haben. Die Reihen der Punkte befinden sich auf erhabenen, bisweilen körnigen Rippen, die neben der Basis stärker vorragen und manchmal bis zum hintersten Teil des Körperumgangs ausgeweitet sind. Das Farbmuster des Körperumgangs setzt sich oft über die Schulter und bis zu letzten Nahtrampe fort. Manche Individuen, insbesondere von den südlichen Grenadinen, haben an den Nahtrampen schmale, dicht gedrängte rötlich-braune Zuwachsstreifen. Der Protoconch ist weiß, die Gehäusemündung weiß bis blass blau.

## Verbreitung und Lebensraum
Conus cedonulli tritt im westlichen Atlantischen Ozean und Karibischen Meer von Kolumbien bis Trinidad sowie entlang der Kleinen Antillen von Martinique über Grenada bis Barbados und der Bahamas auf. Er bevorzugt Meerestiefen von 10 bis 30 m.

## Nahrung
Die Beute von Conus cedonulli besteht aus Vielborstern (Polychaeta). Er macht seinem lateinischen Namen alle Ehre, indem er auch vor hoch giftigen, wehrhaften und räuberischen Feuerborstenwürmern wie etwa dem Bart-Feuerborstenwurm (Hermodice carunculata) nicht zurückweicht, sondern sie – als seine Hauptbeute – mit seinen tödlich giftigen modifizierten Radula-Zähnen harpuniert und frisst. In karibischen Gewässern Kolumbiens ist er der Hauptfressfeind von Hermodice carunculata.